# 転校生ナノ
『転校生ナノ』（Girl from Nowhere、タイ語：เด็กใหม่；訳：転入生）は、タイのミステリー・スリラー・アンソロジーテレビドラマシリーズである。SOUR Bangkokが制作し、女優のチチャー・アマータヤクンが主演を務める。

## 概要
第1シーズンは2018年にタイの地上波テレビ局GMM 25で放送された。第2シーズンは2021年にNetflixで世界的に配信され、国際的な知名度を獲得した。
ストーリーはタイの私立学校に転校してきた謎めいた少女"ナノ"を中心に展開される。ナノはエピソードごとに異なる学校に転校し、生徒や教員の嘘や秘密を暴いていく。シーズン2では、ナノは新たなライバル"ユリ"と出会う。ユリは復讐に焦点を当てた思想を持ち、ナノの使命を引き継ごうとする。
作品中のエピソードは女子高生が被害に遭った13の実在の事件から着想を得ている。一話完結型のアンソロジー・シリーズのため監督はエピソードごとに異なる。

## キャスト
- ナノ（Nanno）:チチャー・アマータヤクン (皆川純子)
- ユリ（Yuri）:チャンヤ・マクローリー

## 評価
批評家は主人公のナノについて、美貌と狡猾さを使い、彼女が出会う人々の暗い側面を暴き出し、歪んだ形で正義を下すキャラクター性は、公式に言及はされていないものの伊藤潤二の漫画『富江』のオマージュであり、元の作品の持つ不安感と心理的な恐怖を効果的に表現していると評価した。
また、アマータヤクン自身も演じるにあたり参考とした作品に富江、地獄少女、ジョーカー、ハーレイ・クインを挙げている。